# Премія ЮНЕСКО за виховання в дусі миру
Премія ЮНЕСКО за виховання в дусі миру (англ. UNESCO Prize for Peace Education) присуджується щорічно з 1981 року. Основною метою нагороди є заохочувати визначні зусилля в прагненні досягти кращої якості освіти. Присудження премії надає винагороду у 60000 доларів США і вшановує надзвичайні заходи по вихованню миру в дусі Організації Об'єднаних Націй з питань освіти, науки і культури (ЮНЕСКО).

## Винагороджені особи і організації
- 2008: Інститут правосуддя і примирення (Південна Африка)
- 2006: Крістофер Грегорі Вірамантрі (Шрі-Ланка)
Заохочувальна премія: Фундація з примирення (Колумбія)
- 2003: Еміль Шофані, греко-католицький архімандрит в Назареті
- 2002 Міська школа Монтессорі, Лакнау (Індія)
- 2001: Єврейсько-арабський центр з мирної освіти в Гиват Хавіва (Ізраїль) і єпископ Нельсон Ононо Онвенг (Уганда]])
- 2000: Австралійський просвітник То Сві-Хін
- 1999: Асоціація матерів Плаза де Майо, Буенос-Айрес (Аргентина)
Заохочувальна премія: Асоціація з педагогіки миру, Тюбінген (Німеччина)
- 1998: Педагоги за мир та взаєморозуміння (Україна)
Заохочувальна премія: Академія Фрітьйофа Нансена (Норвегія), проект Всесвітього суду (Нова Зеландія), Ульпан Аківа Нетанія (Ізраїль)
- 1997: Франсуа Жіро (Франція)
- 1996 Кьяра Любич (Італія)
- 1995 Навчальний центр з питань миру і розв'язання конфліктів (Австрія)
- 1994: Поважний Прейуд Пейатто (Таїланд)
- 1993: Мадлен деВітс (Бельгія) та Інститут досліджень проблем миру при Університеті Кайунг Сі (Південна Корея)
- 1992: Матір Тереса
- 1991: Рут Леджер Сівард (США) / Кур Сент Марі де Ханн (Сенегал)
- 1990: Рігоберта Менчу Тум (Гватемала) / World Order Models Project (WOMP)
- 1989 Доктор Роберт Мюллер (Франція) / Міжнародна асоціація по дослідженню проблем миру (IPRA)
- 1988: Фрер Роджер, Тезе (Франція)
- 1987: Лоренс Деонна (Швейцарія) / «Світ і справедливість в Латинській Америці»
- 1986: Професор Пауло Фрейре (Бразилія)
- 1985: Генерал Індар Джіт Рікхая (Індія) / Інститут міжнародних досліджень підручників Георга Еккерта (Німеччина)
- 1984: Лікарі світу проти ядерної війни IPPNW
- 1983: Pax Christi International
- 1982: Стокгольмський міжнародний інститут досліджень проблем миру (SIPRI)
- 1981: Хелена Кекконен (Фінляндія) / Всесвітня організація скаутського руху
- 1980: Карлос Тюннерманн (Нікарагуа) кампанія, Національна кампанія з ліквідації неписемності